# 菅原資忠
菅原 資忠（すがわら の すけただ）は、平安時代中期の貴族。右大臣・菅原道真の曾孫で、左少弁・菅原雅規の子。官位は従四位下・右中弁。

## 経歴
村上朝の天暦10年（956年）以前に大学寮に入り、秀才に及第する。冷泉朝の康保5年（968年）課試宣旨を下されている（この時の官位は正六位上・文章得業生美濃権少掾。
円融朝に入ると、内記を経て従五位下・勘解由次官に叙任される。花山朝から一条朝初頭にかけて、文章博士・大学頭・弁官を歴任する一方、近江権介・但馬権守を兼ねた。位階は従四位下に至る。この間の寛和元年（985年）伊勢斎宮・規子内親王の奉迎使に任ぜられている。
永祚元年（989年）5月中旬より瘧のような症状を発し、3日ほど懊悩したのち21日に卒去。享年54。最終官位は右中弁従四位下。

## 官歴
- 時期不詳：正六位上[4]
- 康保5年（968年） 6月19日：課試宣旨、見文章得業生美濃権少掾[4]
- 天禄3年（972年） 11月10日：見内記[5]
- 時期不詳：従五位下[6]
- 貞元元年（976年） 3月3日：見勘解由次官[6]
- 食封不詳：従五位上[7]
- 永観元年（983年） 6月5日：見左少弁兼大学頭文章博士近江権介[7]
- 時期不詳：正五位下[8]
- 永観2年（984年） 8月24日：見右中弁兼大学頭文章博士但馬権守[8]
- 時期不詳：従四位下[9]
- 永祚元年（989年） 5月21日：卒去（右中弁従四位下）[9]

## 系譜
- 父：菅原雅規
- 母：安倍春の娘
- 妻：源包の娘
  - 男子：菅原孝標（972-?）
- 生母不詳の子女
  - 男子：菅原致尚
  - 男子：菅原文直
  - 女子：[10]